# 大禾塘街道
大禾塘街道，是中华人民共和国湖南省邵陽市邵东市下辖的一个乡镇级行政单位。

## 行政区划
大禾塘街道下辖以下地区：
大田社区、福田社区、红土岭社区、荷田社区、城东社区、大坪村、太和村、新凤村、梅岭村、履安村、观山村、礼经村、卿家村、利农村和双路村。